# Jüdischer Friedhof (Hüttenheim)

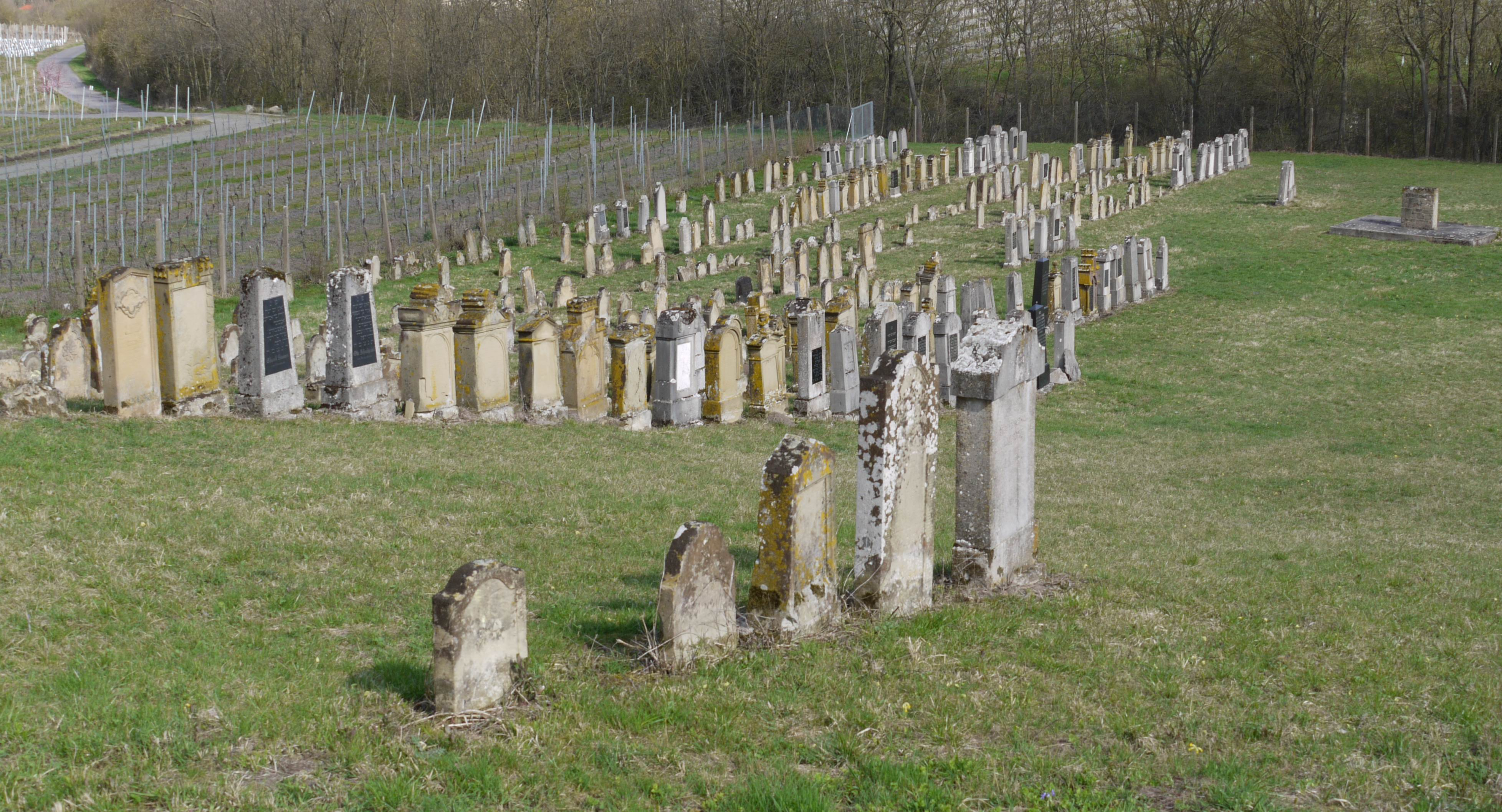
Der jüdische Friedhof in Hüttenheim

Der Jüdische Friedhof Hüttenheim befindet sich etwa einen Kilometer südöstlich von Hüttenheim im unterfränkischen Landkreis Kitzingen. Der 92 m lange und 47 m breite Friedhof liegt am Fuße des Tannenberges inmitten von Weinbergen und enthält 468 Gräber.

## Geschichte
Bereits 1498 wurden in Hüttenheim wohnende Juden erwähnt.
1812 waren 173 jüdische Bewohner in Hüttenheim ansässig, also 20 % der Hüttenheimer Bevölkerung, die ihre Toten auf dem jüdischen Friedhof in Rödelsee beisetzten.
1818 fand der erste Jude seine letzte Ruhestätte auf dem jüdischen Friedhof in Hüttenheim. Auch Tote der umliegenden Gemeinden Bullenheim, Dornheim, Mainbernheim, Marktbreit, Nenzenheim, Uffenheim und Weigenheim wurden in den folgenden Jahren dort beigesetzt.
Nationalsozialisten schändeten den jüdischen Friedhof im Jahre 1938. Ein Mahnmal am Platz der ehemaligen Leichenhalle (Taharahaus) erinnert an dieses Ereignis.

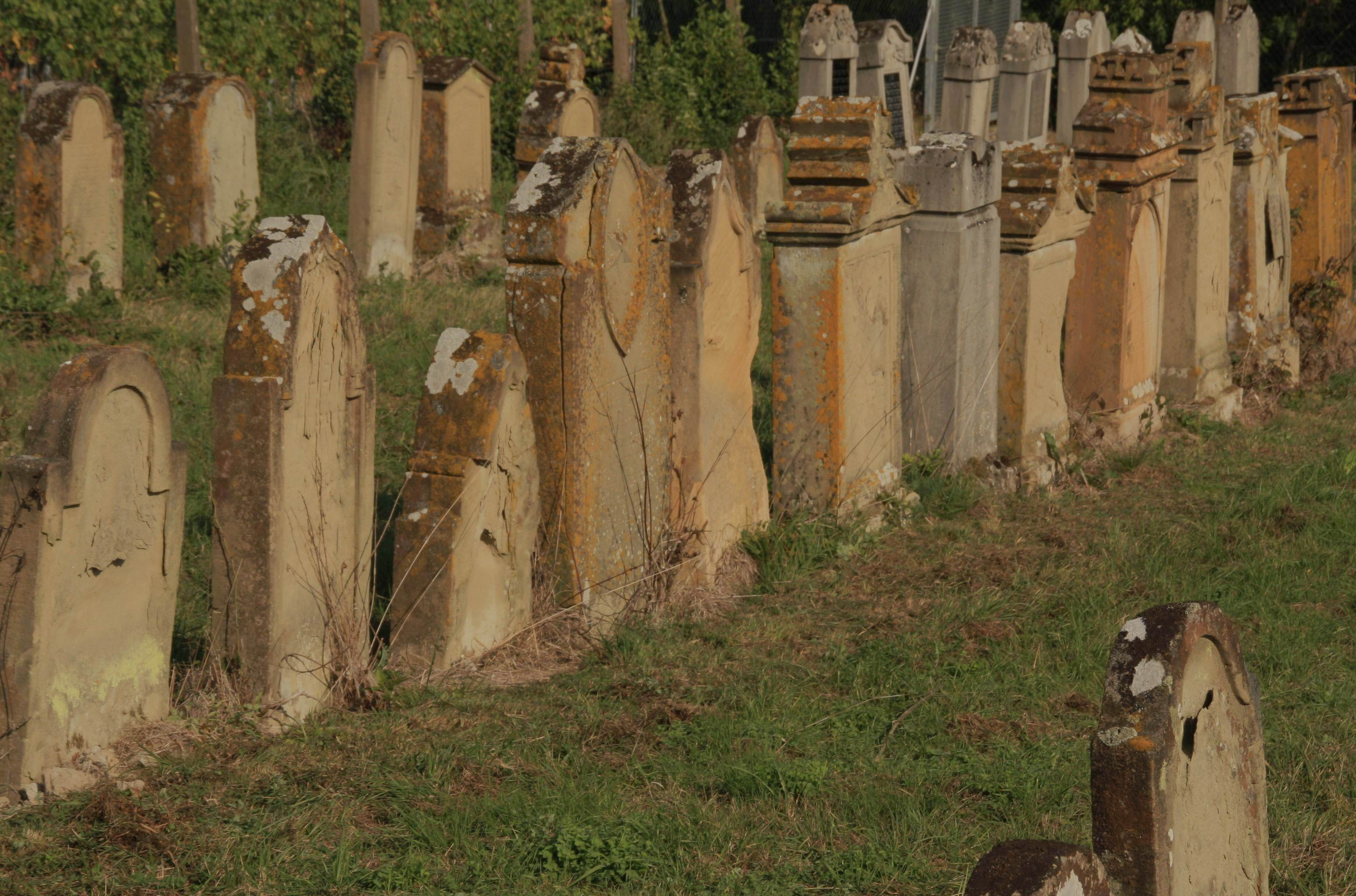
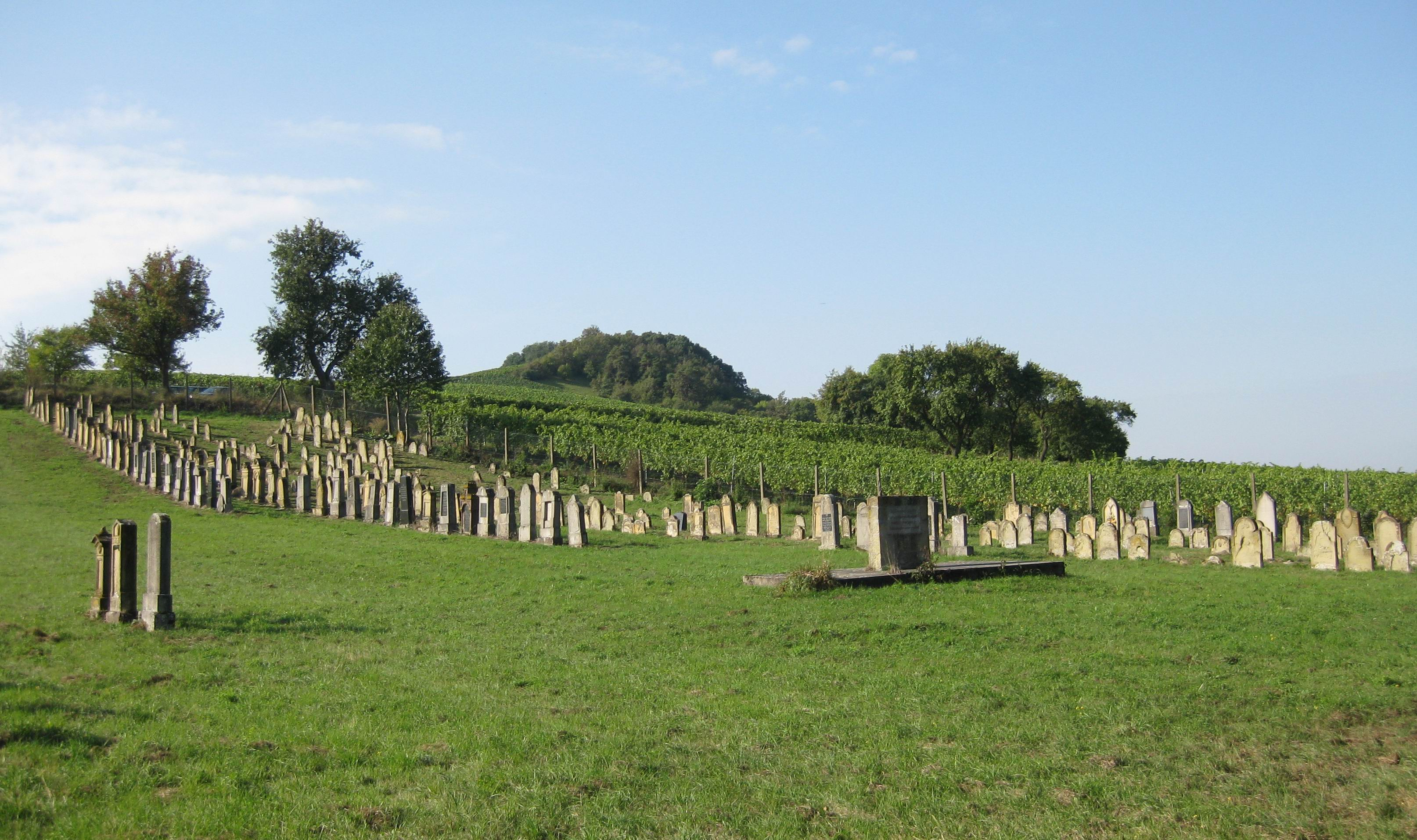
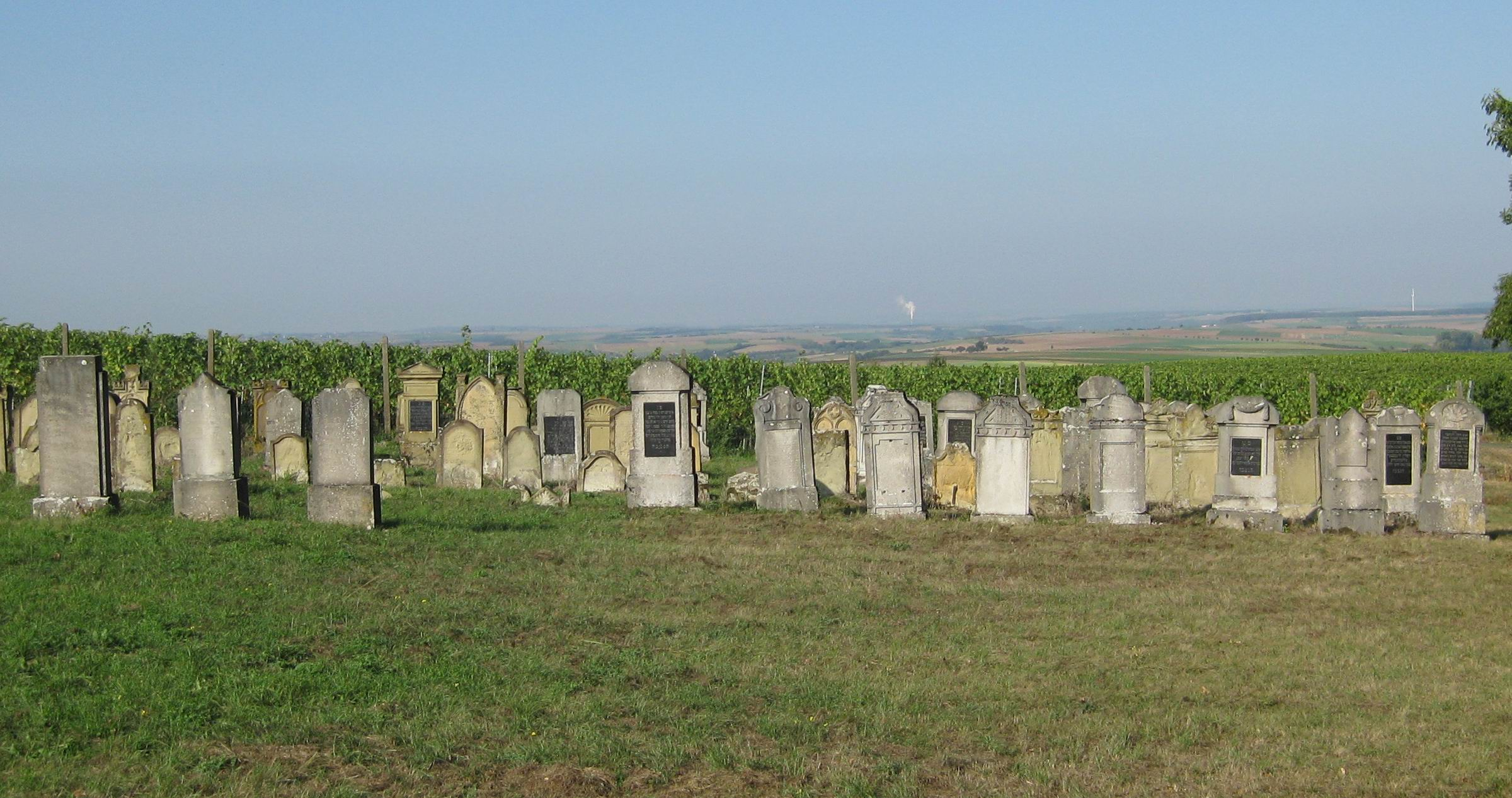